# Astra Zeneca
Astra Zeneca plc, marknadsfört som AstraZeneca, är ett svensk-brittiskt multinationellt läkemedels- och bioteknikföretag vars produkter säljs i fler än hundra länder. Bolaget bildades den 6 april 1999 genom en sammanslagning av två läkemedelskoncerner, svenska Astra AB och brittiska Zeneca Group plc. Huvudkontoret ligger i Cambridge. Sedan sammanslagningen har Astra Zeneca varit bland världens största läkemedelsföretag.

## Verksamhet
Astra Zeneca har 70 600 anställda världen över. Av dessa jobbar 46% i Europa, främst i Storbritannien och Sverige, 28% i Nord- och Sydamerika, främst i USA samt 26,5% i Asien/Oceanien. I Sverige finns ca 7 200 medarbetare, varav hälften inom forskning och hälften inom produktion. 4 800 av dessa arbetar i Södertälje och 2 400 arbetar på forskningsanläggningen i Mölndal. Exporten från Sverige uppgick till 67,4 miljarder kronor 2019.
I Södertälje finns en av världens största tablettfabriker. Där tillverkas bland annat de storsäljande protonpumpshämmarna Losec och Nexium men även tillverkning av biologiska läkemedel. Forskningen i Mölndal är inriktad på hjärt-kärlsjukdomar, njursjukdomar, metabola sjukdomar och lungsjukdomar.
Av dess 10 mest sålda mediciner har fyra utvecklats i Sverige, tre i Storbritannien, två i USA och en i Japan.

### Försäljning per terapiområde
| Terapiområde                 | Försäljning 2020  | Försäljning 2019 | Tillväxt |
| ---------------------------- | ----------------- | ---------------- | -------- |
| Onkologi                     | $ 10 850 miljoner | $ 8 667 miljoner | +25%     |
| Hjärt- och kärlsjukdomar     | $ 7 096 miljoner  | $ 6 906 miljoner | +3%      |
| Respiratorisk och immunologi | $ 5 357 miljoner  | $ 5 391 miljoner | -1%      |
| Annat inklusive Covid-19     | $ 2 587 miljoner  | $ 2 601 miljoner | -1%      |

Källa: Siffror från 2020 års bokslut.

## Bakslag i forskningen under 2000-talet
Under 2000-talet har en rad av Astra Zenecas lovande läkemedelskandidater blivit nedlagda, ej godkänts eller blivit fördröjda. "Superstatinen" Crestor (rosuvastatin) fick en svår start då två studier inte visade på någon förlängd överlevnad (GISSI-HF-studien och Corona-studien). Även cancerläkemedlet Iressa (gefitinib) har blivit försenat.
Exanta (ximelagatran) skulle ersätta warfarin som det mest använda antikoagulationsmedlet. Först blev inte läkemedlet godkänt i USA och sedan valde Astra Zeneca att dra in Exanta på grund av allvarliga leverbiverkningar. Den experimentella substansen NXY-059 mot slaganfall lades ner sedan SAINT II-studien inte visade några signifikanta resultat. Utvecklingen av diabetesläkemedlet Galida (tesaglitazar) lades ned 2006 på grund av att det inte tillförde något nytt. Succinobucol (AGI-1067), ett läkemedel mot ischemisk hjärtsjukdom demonstrerade inte signifikant bättre på sina primära endpoint i ARISE (Aggressive Reduction of Inflammation Stops Events) och lades ned likaså samarbetet med AtheroGenics. 
Motavizumab (substans som ingick i köpet av Medimmune) mot RSV-infektion lades ned Q4 2010 till en kostnad av 445 miljoner amerikanska dollar. Fas-3 resultaten för Zibotentan (ENTHUSE - studie 14) en tänkt uppföljare till prostatacancerpreparat Casodex demonstrerade inte en signifikant bättre överlevnad. I december 2011, meddelade Astra Zeneca att analysen av fas-2 studien av Olaparib tydde på att det inte fanns en förbättrad överlevnad och valde därför att inte initiera en fas-3 studie för behandling av äggstockscancer, och en kostnad på 285 miljoner amerikanska dollar.
En ny klass av antidepressionsläkemedel för egentlig depression TC-5214 lades ned 2012, efter att varken mono-terapi eller som tilläggsbehandling (RENAISSANCE 2-studien) levererat önskade resultat.

## Historik
För föregångarföretagens historia, se Astra respektive Zeneca.
1999 slogs Astra samman med sin brittiska konkurrent Zeneca och bildade Astra Zeneca. Företagets andel av världsmarknaden har successivt minskat sedan samgåendet. I samband med sammanslagningen avyttras affärsområdet specialkemi.
2000 Nexium lanserades, för behandling av refluxsjukdom. Symbicort lanserades, för behandling av astma och svår KOL (kronisk obstruktiv lungsjukdom). Astra Zenecas agrokemiverksamhet avskiljdes och bildade tillsammans med agriverksamheten i Novartis det nya bolaget Syngenta AG.
2003 Crestor lanserades, för behandling av förhöjda kolesterolvärden. Marlow Foods avyttrades.
2005 KuDOS Pharmaceuticals förvärvades. 
2006 förvärv av Cambridge Antibody Technology (CAT).
2007 förvärv av Arrow Therapeutics Ltd.
2008 förvärv av MedImmune, Inc.
2010 tecknade avtal med Torrent Pharmaceuticals Ltd om försäljning av generika (18 produkter) på tillväxtmarknader.
2010 beslut om avveckling av före detta Draco i Lund samt anläggningarna Charnwood och Avlon i Storbritannien.
2012 beslut om avveckling av forskningen i Södertälje - 1 250 jobb försvinner.
2013 förvärv av Pearl Therapeutics.
2015 investerade 2,4 mdkr i byggandet av en tillverkningsanläggning av biologiska läkemedel i Södertälje.
2017 godkändes Calquence påskyndat. Behandlingen läkemedlet används inom var Astra Zenecas första mot blodcancer.
2020 berättade Astra Zeneca att läkemedlet Tagrisso, som är deras mest säljande läkemedel, visat stor potential att förlänga liv och bota andra former av cancer än tidigare.

## Bilder

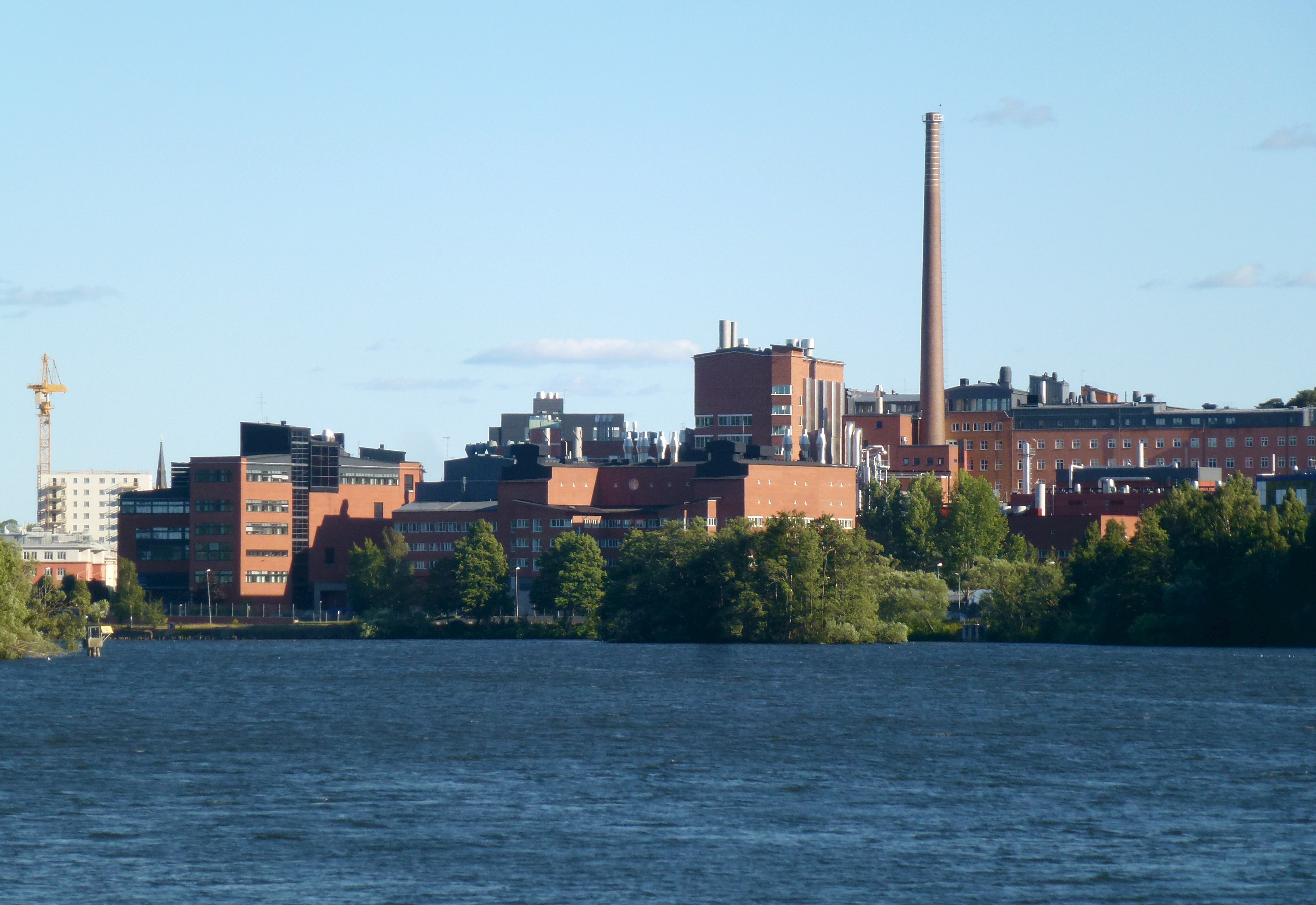
Snäckviken, Södertälje.
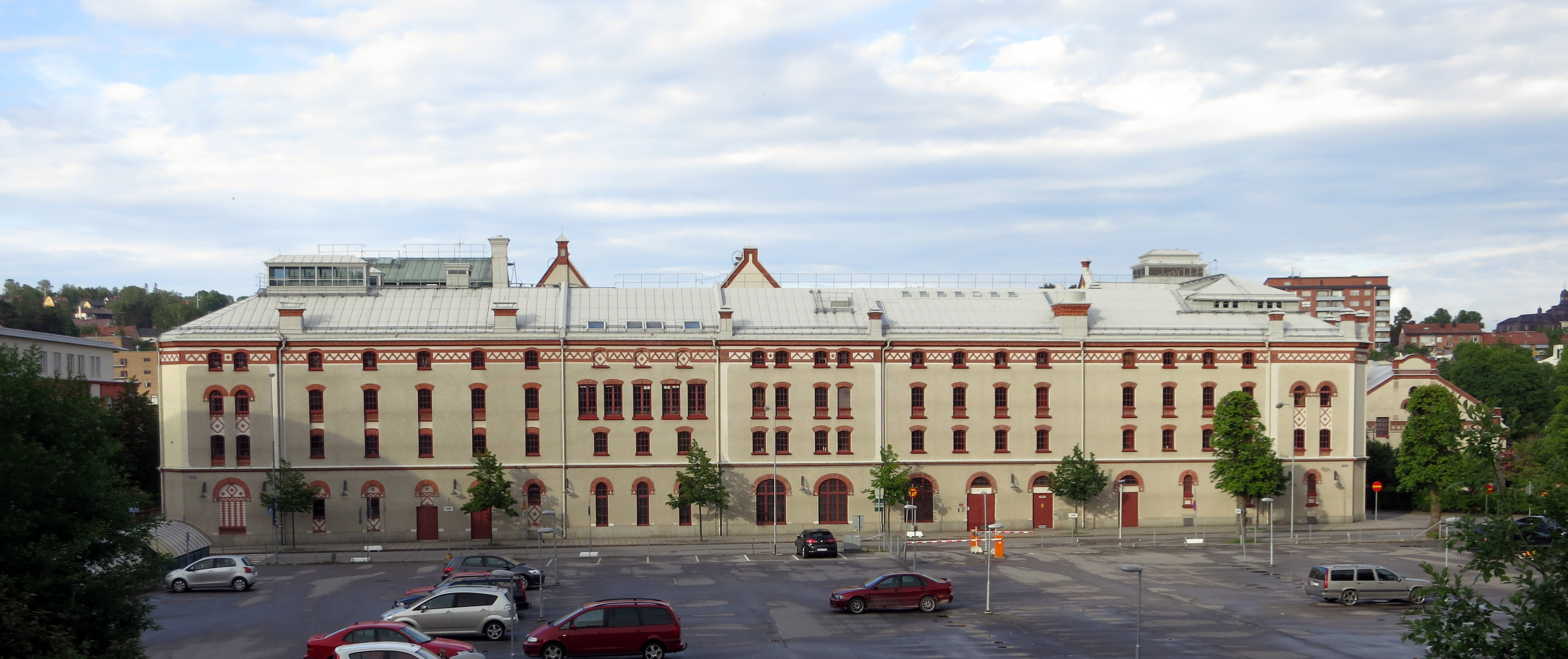
Ursprungliga huvudkontoret, Snäckviken, Södertälje.
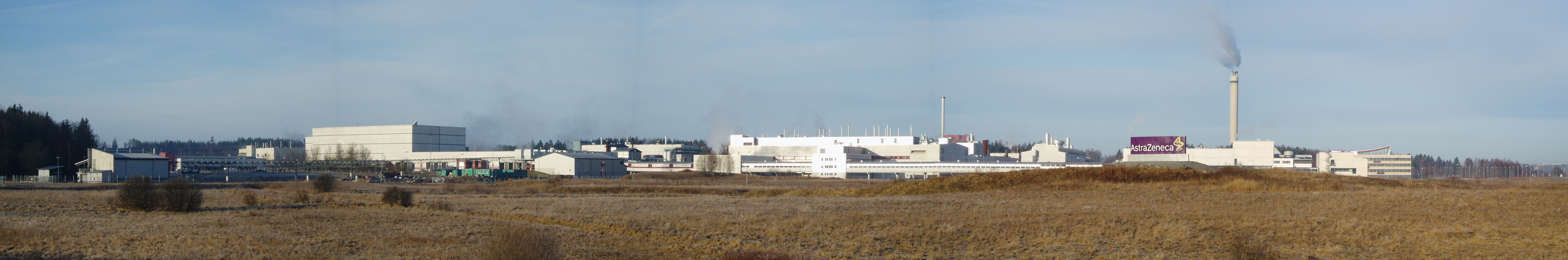
Gärtuna, Södertälje.
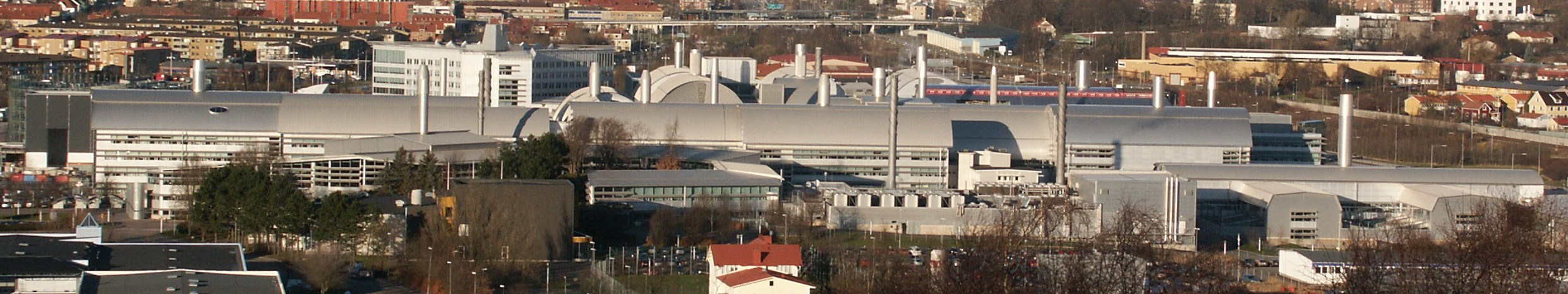
Mölndal, Göteborg.
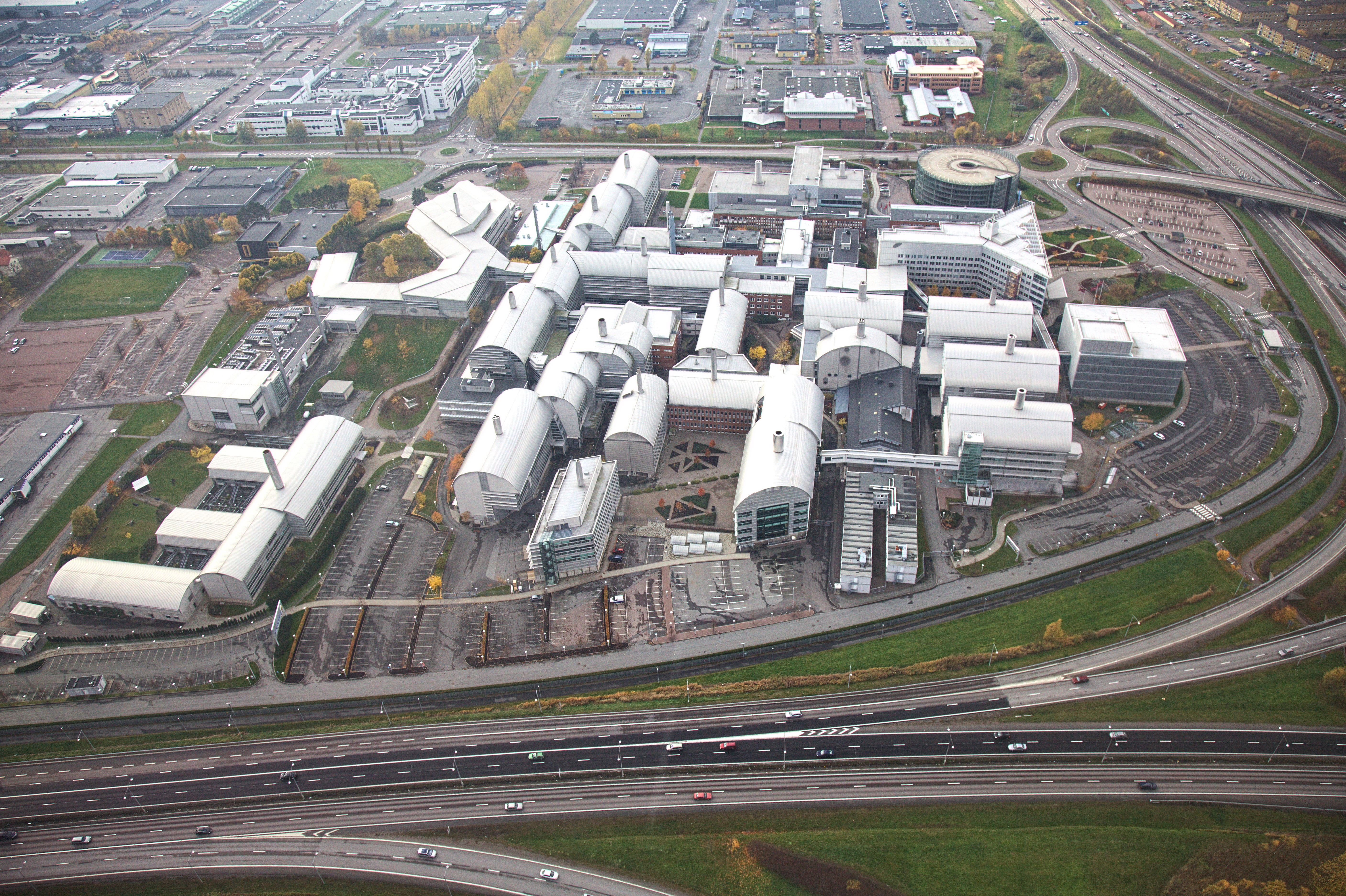
Mölndal, Göteborg.
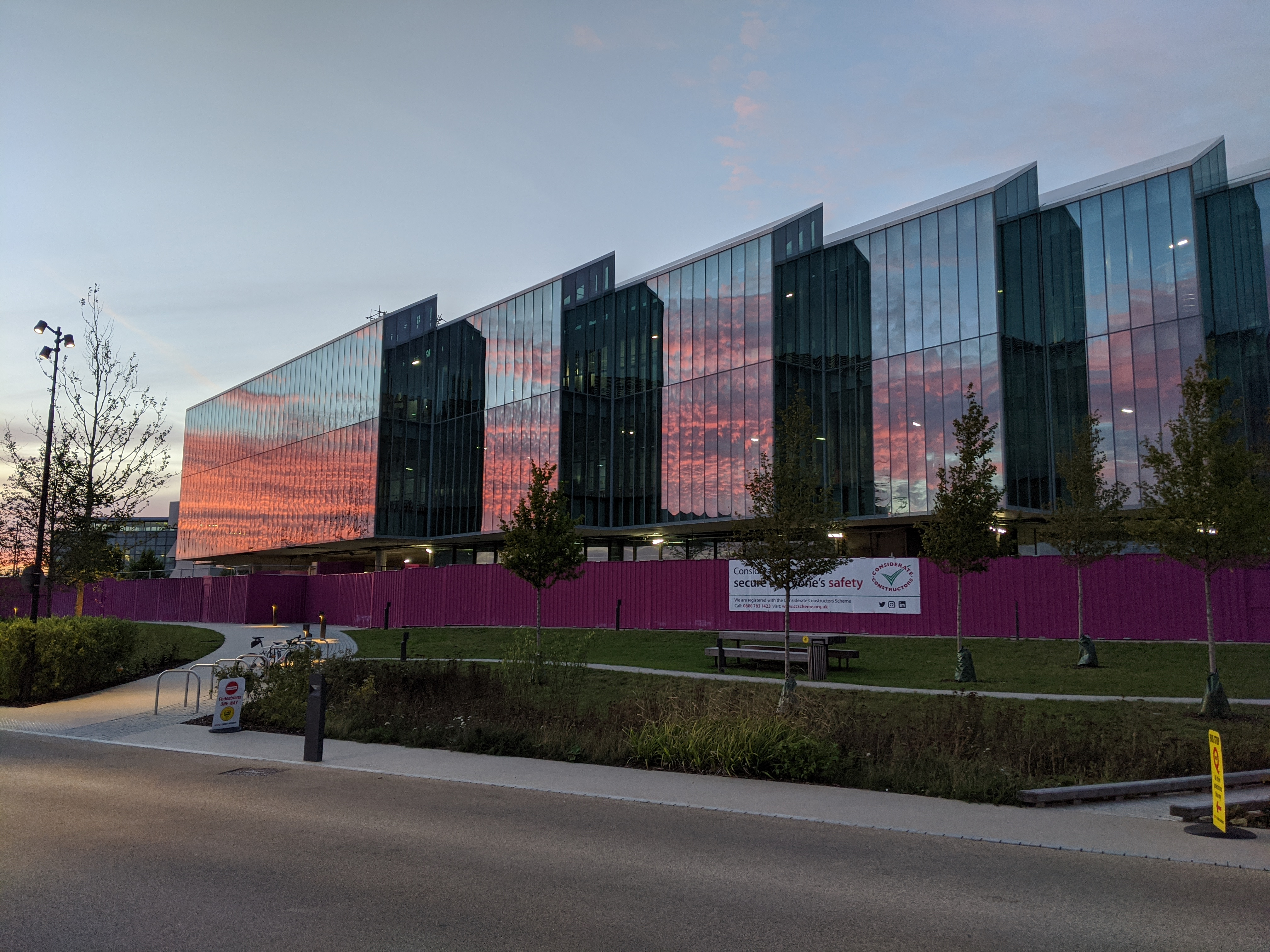
Huvudkontoret, Cambridge.

## Verkställande direktörer
- Tom McKillop, 1999–2005
- David Brennan, 2006[19]–2012[20]
- Pascal Soriot, 2012–